# Богучарка
Богуча́рка — река на юге Воронежской области России, правый приток Дона. На реке находится город Богучар. Длина реки — 101 км, площадь водосборного бассейна — 3240 км².

## География
Река течёт в южной части Воронежской области, которая расположена на отрогах Донского массива с абсолютными отметками более 150 метров. Территория бассейна реки представляет собой холмистую местность с выходами меловых отложений, в которых встречается меловой карст.
Наивысшая отметка водосбора равна 233 м, она находится в верховьях Левой Богучарки. На водоразделе с рекой Белой отметка местности понижается до 203 м.
На поверхности водосбора протекает 21 речка длиной более 21 км. Самые значительные из них — Левая Богучарка, Кантемировка. Также притоком является Журавка.
Заболоченность бассейна Богучарки небольшая.

## Данные водного реестра
По данным государственного водного реестра России относится к Донскому бассейновому округу, водохозяйственный участок реки — Дон от города Павловск и до устья реки Хопёр, без реки Подгорная, речной подбассейн реки — бассейны притоков Дона до впадения Хопра. Речной бассейн реки — Дон (российская часть бассейна).